# 流星3型飛彈

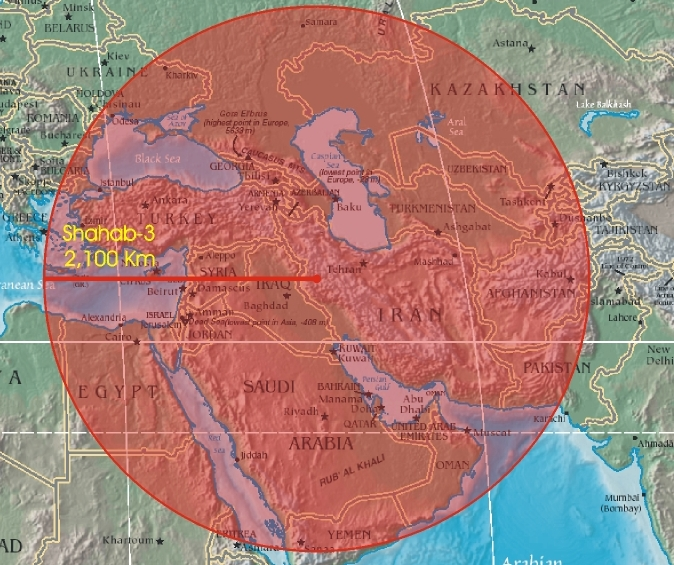
射程涵蓋波灣地區

流星3型(en: Shehabs fa:شهاب ۳)是伊朗的地對地彈道飛彈，命名来源是波斯傳說中的英雄弓箭手阿拉什，射程至少可達1280公里/810英里，能夠攻擊以色列、土耳其、俄羅斯、印度與沙烏地阿拉伯等國家，是伊朗第一款能够打擊到以色列的弹道导弹。
导弹由伊朗国防军工组织Defense Industries Organization旗下的萨娜姆工业集团Sanam Industrial Group（第140部）和沙希德 ·哈马特工业集团Shahid Hemmat Industrial Group (SHIG)共同完成。

## 發展
流星3型飛彈是伊朗於1980年代後期開始自行研制的中程戰略飛彈，利用主要採用俄羅斯飛彈技術的朝鮮蘆洞-1彈道飛彈為基礎上研發的。流星3型飛彈長度為16米，採用單級火箭推進，能夠攜帶重約1噸的彈頭，射程約為1680公里，足以對以色列、土耳其、南亞次大陸境內的目標，以及在海灣地區駐紥的所有美軍目標造成威脅。
自兩伊戰爭開始，伊朗從盟友蘇聯引進了飛毛腿飛彈，並與伊拉克進行一連串的飛彈攻城戰，雙方以各自的首都德黑蘭和巴格達為目標相互攻擊；後來由於中、俄、北韓等伊朗有力盟邦源源不斷的技術支援，伊朗的飛彈戰力也大幅強化。
另外，伊朗還計劃研制射程更遠的兩種飛彈：射程為2000公里的流星4型飛彈，以及射程為5500公里的流星5型飛彈。

## 參看
- 流星4型
- 流星5型